# Plaça de l'Oli (Valls)
La Plaça de l'Oli és un conjunt arquitectònic del municipi de Valls (Alt Camp) protegit com a Bé Cultural d'Interès Local.

## Descripció
La plaça està situada en el nucli central de la vila on hi conflueixen els carrers de la Peixateria i de Sant Oleguer, del Mercat i de la Verdura. Té planta rectangular i està porxada per dos dels seus costats, enfrontats. La tipologia dels edificis de la plaça és bastant unitària; les plantes baixes estan ocupades per botigues, mentre que els pisos corresponen a habitatges. L'estructura del conjunt respon a les característiques dels mercadals dels pobles catalans.
Als voltants de la plaça de l'Oli on també hi té sortida es troba el Museu Casteller de Catalunya.

## Història
L'any 1298 fou concedit als Jurats de la vila de Valls l'ús d'un espai, antiga ferreria, que s'identifica amb el de l'actual plaça de l'oli. Amb la pesta de l'any 1348 i per raons d'higiene, la Universitat de Valls va decidir canviar l'emplaçament del mercat de l'Oli, que es feia vora de l'antic cementiri de Sant Miquel, i traslladar-lo al lloc que encara conserva la seva antiga denominació de plaça de l'Oli. El 1487 va ser empedrada. A partir de 1860 la seva denominació oficial va ser plaça Topete, tot i que popularment se la coneixia com a plaça de la Verdura, pel mercat que s'hi celebrava. Actualment ha recuperat el seu nom primitiu.